# Haleburg
Haleburg är en kommun (town) i Henry County i Alabama. Orten har fått namn efter bosättaren Jonathan Hale. Vid 2010 års folkräkning hade Haleburg 103 invånare.